# 凌城镇
凌城镇位于江苏省徐州市睢宁县东南，距离县城18公里，南面与安徽泗县接壤，东面与宿迁市相邻，是苏皖两省三市四县十六个乡镇的结合部，辐射面积约500平方公里，历史上是一个集贸重镇。总面积108平方公里，25个行政村，253个自然村,拥有人口78846（2010）。交通十分便利。江苏省道宁宿徐公路穿境而过，京沪高速、宁宿徐高速在镇5公里处设有进出口；徐洪河流经境内30华里；距皂河水运码头20公里；距观音机场40公里，有“一步跨两省、鸡鸣闻四县”之称。